# Lophozia grandiretis
Lophozia grandiretis là một loài Rêu trong họ Jungermanniaceae. Loài này được (Lindb.) Schiffner mô tả khoa học đầu tiên năm 1903.